# ABAオールタイムチーム
ABAオールタイムチーム (ABA All-Time Team) は、1997年にアメリカン・バスケットボール・アソシエーション (ABA) の創設30周年を記念して選ばれた30人の選手。

## メンバー
(*)：殿堂入り
太字：NBA50周年記念オールタイムチーム
- マーヴィン・バーンズ (1974-76)
- リック・バリー* (1968-72)
- ゼルモ・ビーティ* (1970-74)
- ロン・ブーン (1968-76)
- ロジャー・ブラウン* (1967-75)
- マック・カルヴィン (1969-76)
- ダレル・キャリア (1967-73)
- ビリー・カニンガム* (1972-74)
- ルイー・ダンピアー* (1967-76)
- メル・ダニエルズ* (1967-75)
- ジュリアス・アービング* (1971-76)
- ドニー・フリーマン (1967-75)
- ジョージ・ガービン* (1972-76)
- アーティス・ギルモア* (1971-76)
- コニー・ホーキンズ* (1967-69)
- スペンサー・ヘイウッド* (1969-70)
- ダン・イッセル* (1970-76)
- ウォーレン・ジャバリ (1968-75)
- ジミー・ジョーンズ (1967-74)
- フレディ・ルイス (1967-76)
- モーリス・ルーカス (1974-76)
- モーゼス・マローン* (1974-76)
- ジョージ・マクギニス* (1971-75)
- ダグ・モー (1967-72)
- ボブ・ネトリッキー (1967-76)
- ビリー・ポールツ (1970-76)
- チャーリー・スコット* (1970-72)
- ジェームズ・サイラス (1972-76)
- デイヴィッド・トンプソン* (1975-76)
- ウィリー・ワイズ (1969-76)

最も偉大な選手
- ジュリアス・アービング

最も偉大なコーチ
- スリック・レナード